# Смирнов Олексій Максимович
Олексій Смирнов  (1890 — 1942) — український режисер театру і кіно, за походженням росіянин.

## Біографія
Закінчив Петербурзьку Академію Мистецтв, учився у театральній студії В. Мейєрхольда.
У 1918 — 1931 і 1934 — 1938 роках разом з дружиною Олександрою (псевдонім Іскандер), в Україні у київських театрах ім. Шевченка й ім. Франка, в Червонозаводському театрі у Харкові, ім. Жовтневої Революції в Одесі, Музично-драматичному на Донбасі та інших. 1931 — 1934 — режисер українського театру «Жовтень» у Ленінграді. З 1939 там таки у російських театрах.

## Постановки
- «Міщанин-шляхтич» (Ж.-Б. Мольєра)
- «Приборкана гоструха» (В. Шекспіра)
- «Невідомі солдати» (Л. Первомайського)
- «Бур'ян» (за А. Головком) та інші.